# Родон, Карлос
Карлос Антонио Родон (англ. Carlos Antonio Rodón; 10 декабря 1992, Майами, Флорида) — американский бейсболист, питчер клуба Главной лиги бейсбола «Сан-Франциско Джайентс». Участник Матча всех звёзд лиги 2021 года. На студенческом уровне выступал за команду университета штата Северная Каролина. Сыграл ноу-хиттер 14 апреля 2021 года.

## Биография

### Ранние годы и любительская карьера
Карлос Родон родился 10 декабря 1992 года в Майами. Он учился в старшей школе Холли-Спрингс в Северной Каролине. В 2011 году в составе школьной команды Родон стал победителем чемпионата штата. На драфте Главной лиги бейсбола того же года он был выбран клубом «Милуоки Брюэрс». От подписания контракта он отказался, приняв предложение спортивной стипендии от университета штата Северная Каролина.
В бейсбольном турнире NCAA Родон дебютировал в 2012 году. Чемпионат он завершил на первом месте в конференции ACC по показателю пропускаемости (1,57) и количеству проведённых иннингов (114,2). По итогам сезона его признали лучшим питчером среди новичков, лучшим новичком конференции, также он стал первым новичком, получившим награду Питчеру года в конференции. Летом он был включён в состав студенческой сборной США. В 2013 году Родон установил рекорд университета по количеству страйкаутов за сезон и помог команде второй раз в своей истории выйти в студенческую Мировую серию.
На драфте Главной лиги бейсбола 2014 года Родон был выбран клубом «Чикаго Уайт Сокс» в первом раунде под общим третьим номером. В июле он заключил с клубом контракт, сумма подписного бонуса игроку составила 6,582 млн долларов.

### Профессиональная карьера
В апреле 2015 года Родон дебютировал за «Уайт Сокс» в Главной лиге бейсбола. В регулярном чемпионате он провёл на поле 139,1 иннингов с пропускаемостью 3,75 и сделал 139 страйкаутов. В сезоне 2016 года он сыграл 165 иннингов, сделав 168 страйкаутов, но его показатель пропускаемости вырос до 4,04. В регулярном чемпионате 2017 года игровое время Родона заметно сократилось. В качестве стартового питчера он начал двенадцать матчей, проведя на поле 69,1 иннингов. После окончания сезона он перенёс операцию на плече.
В сезоне 2018 года Родон сыграл в двадцати матчах, проведя на поле 120,1 иннингов. В начале чемпионата 2019 года он принял участие в семи играх с пропускаемостью 5,19. В мае клуб объявил, что питчеру будет сделана операция по восстановлению связок локтевого сустава, из-за которой он пропустит оставшуюся часть сезона. В регулярном чемпионате 2020 года Родон появился на поле в четырёх матчах, потерпев два поражения при пропускаемости 8,22. После окончания сезона он получил статус свободного агента. В январе 2021 года он заключил с «Уайт Сокс» однолетний контракт на 3 млн долларов.
Четырнадцатого апреля 2021 года Родон сыграл ноу-хиттер против «Кливленд Индианс». Всего за сезон он провёл на поле 132 2/3 иннинга, одержав тринадцать побед при пяти поражениях с пропускаемостью 2,37. Летом он впервые в карьере был включён в число участников Матча всех звёзд лиги. Среди питчеров Американской лиги, проведших на поле не менее 130 иннингов, Родон стал лидером по показателю ERA, среднему числу страйкаутов на девять иннингов, доле страйкаутов и показателю отбивания соперников. После окончания сезона он занял пятое место в голосовании, определявшем обладателя приза Сая Янга. Несмотря на успешное выступление, «Уайт Сокс» не предложили ему новый контракт, опасаясь возможных проблем с плечом игрока. Он получил статус свободного агента и в марте 2022 года заключил двухлетнее соглашение с «Сан-Франциско Джайентс». Сумма контракта, по неофициальным данным, составила 44 млн долларов.